# Acacia schaffneri
Acacia schaffneri är en ärtväxtart som först beskrevs av Sereno Watson, och fick sitt nu gällande namn av Frederick Joseph Hermann. Acacia schaffneri ingår i släktet akacior, och familjen ärtväxter.

## Underarter
Arten delas in i följande underarter:
- A. s. bravoensis
- A. s. schaffneri

## Bildgalleri

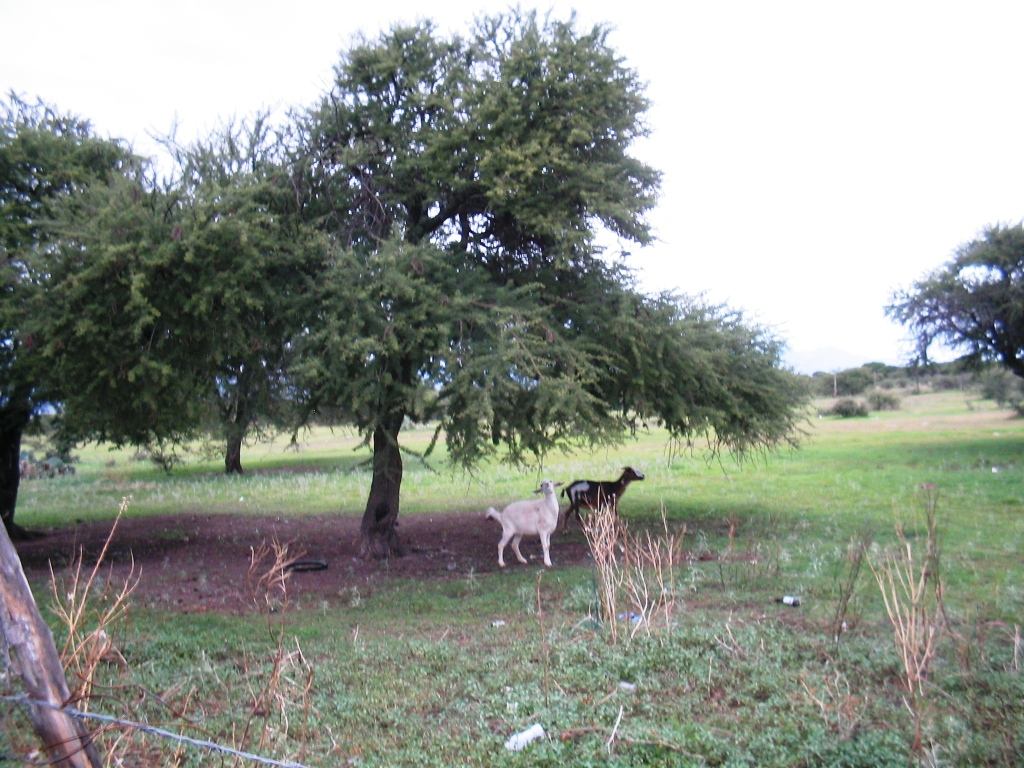
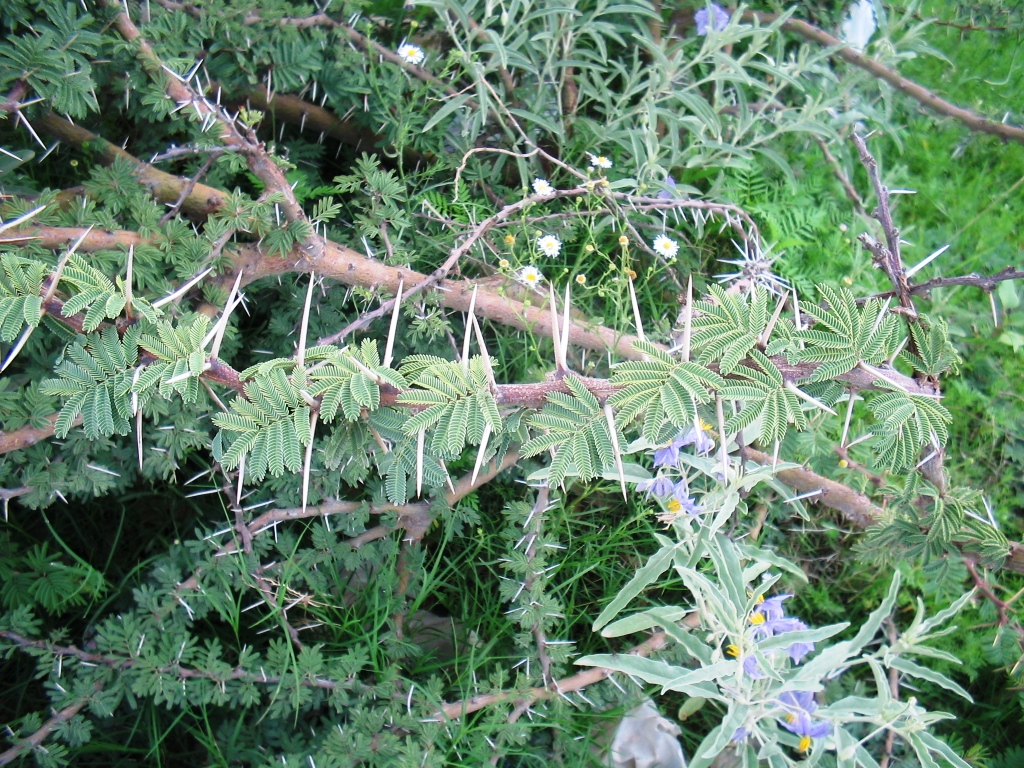
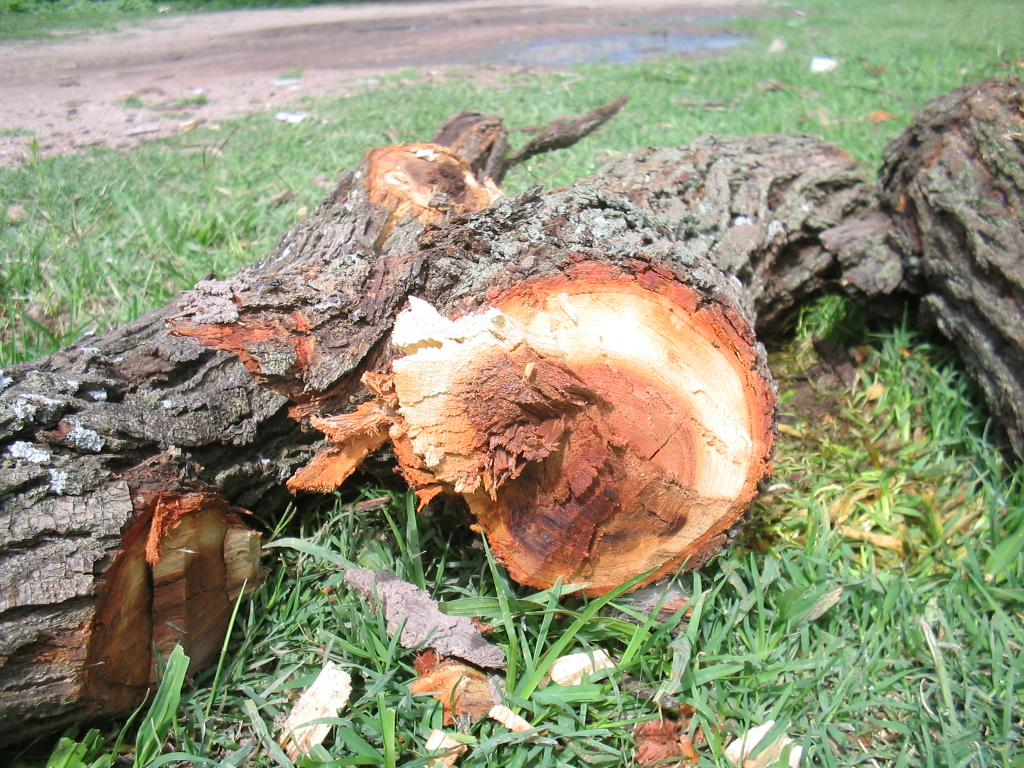
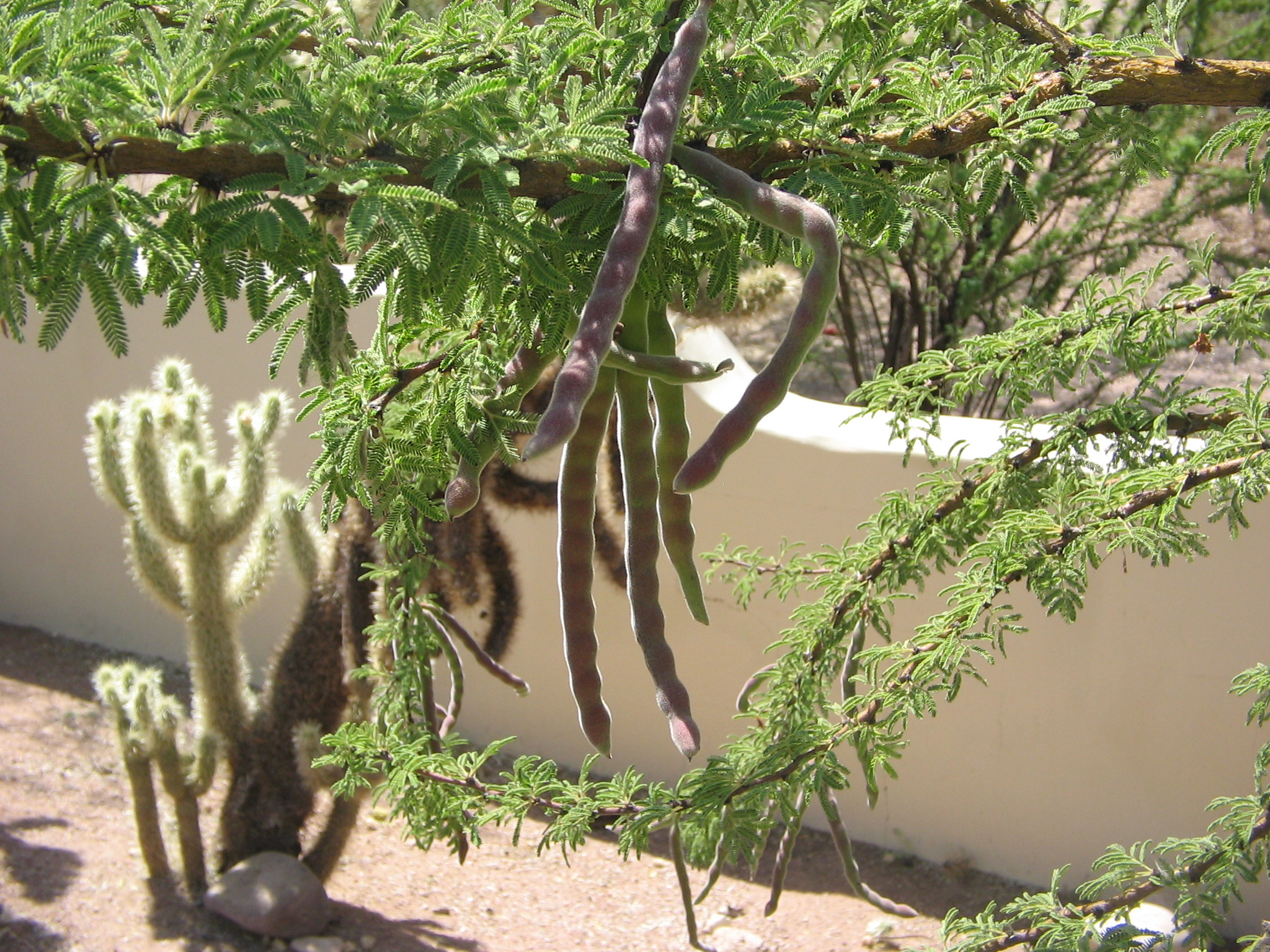